# ماسیمو داپورتو
ماسیمو داپورتو (ایتالیایی: Massimo Dapporto؛ زادهٔ ۸ اوت ۱۹۴۵) بازیگر، صداپیشه، دیالوگ‌نویس اهل ایتالیا است.
از فیلم‌ها یا مجموعه‌های تلویزیونی که وی در آن نقش داشته‌است، می‌توان به در آخرین لحظه، سوداگر، دوست من، نرون، خانواده، یک داستان ساده و حوزه استحفاظی اشاره کرد.